# 초염몽
초염몽(Infernape, 일본어: ゴウカザル 고우카자루[*])의 분류는 화염포켓몬이다.

## 특징
머리에서 타오르는 불꽃처럼 성질이 과격한 포켓몬이다.
불꽃숭이의 최종 진화형으로 파이숭이가 레벨 36에 진화한다. 사천왕 대엽이 사용한다. 

## 애니메이션에서의 초염몽
포켓몬스터dp극장판에서 디아루가VS펄기아
VS다크라이에서 초염몽, 토대부기, 엠페르트가 나온다. 모두 지우하고 시합한다. 
《포켓몬스터 DP》 163화에서 파이숭이가 초염몽으로 진화하였다.
《포켓몬스터 DP》 165화, 180화에서 사천왕 대엽의 포켓몬으로도 등장한다. 165화에서는 지우의 브이젤, 초염몽, 피카츄를 상대로, 180화에서는 규리의 강철톤을 상대로 이겼다.
179화에서 전진의 렌트라를 특성 '맹화'를 이용해서 승리. 처음으로 맹화를 제어하는데 성공한다.
포켓몬스터 다이아펄 어드벤처 2권에서 쥬피터와 미스미의 싸움에서 미스미가 부스터와 같이 꺼낸다.

## 파이숭이
파이숭이(Monferno, 일본어: モウカザル 모우카자루[*])의 분류는 개구쟁이포켓몬이다.
개구쟁이 포켓몬답게 사람에게 장난치기를 좋아하지만 때로는 화를 낼 때도 있다.
불꽃숭이가 레벨 14에 진화한 포켓몬이며, 레벨 36이 되면 초염몽으로 진화한다. 
《포켓몬스터DP》88화에서 서머스쿨 내의 청연이 배틀에서 쓴다.
《포켓몬스터DP》132화에서 지우와 진철의 6:6 풀배틀시합을 하는 도중에 불꽃숭이가 파이숭이로 진화한다.  